# NASAMS
A NASAMS (National/Norwegian Advanced Surface to Air Missile System) norvég-amerikai gyártású, kis és közepes hatótávolságú, hálózatalapú légvédelmi rakétarendszer, amely az AMRAAM légiharc-rakétán alapul. A NASAMS többféle rakétát képes alkalmazni, amelyek hatótávolsága típustól függően 8 és 50 km közé tehető.  A rendszer az ukrajnai háborúban valós körülmények között is jó eredményeket ért el: 94%-os találati aránnyal több mint 900 ellenséges célpontot semmisített meg. A rendszert jelenleg 15 ország hadereje alkalmazza, a Magyar Honvédség is a rendszeresítők között van. Magyarország légterét a megnövelt hatótávolságú AMRAAM-ER rakétát is indítani képes NASAMS-3 rendszer fogja oltalmazni 2024-től kezdődően.

## A fejlesztés története
A norvég Kongsberg vállalat az 1990-es években kezdte el a NASAMS rendszer fejlesztését, amely a teljes műveleti képességet 1998-ban érte el a norvég légvédelem részeként. A továbbfejlesztés eredményeként megszülető második generációs rendszer 2006-ban állt először szolgálatba. A NASAMS 2-es változat újdonságai a Link 16 titkosított adatkommunikációs rendszer, a modernizált elektrooptikai felderítőjármű (amelynek segítségével már radar nélkül is indíthatóak voltak a kamerával felderített, azonosított és követett célok ellen), illetve a továbbfejlesztett Sentinel F1 radarrendszer voltak.
A legújabb változat a NASAMS 3. Ezt szintén Norvégia használta először, 2019-ben vették át az első 3. szintre modernizált üteget. Az indítóegységeket és a tűzvezető egységet modernizálták: biztonságos, IP-alapú kommunikációs rendszerrel és új radarszoftverrel is gazdagodott a NASAMS 3.
A legjelentősebb előrelépést az jelenti, hogy NASAMS-3 rendszer képes indítani az 50%-kal megnövelt hatótávolságú AMRAAM-ER rakétát is, amellyel akár 50 km távolságra lévő légi célok is támadhatóak.

### A NASAMS fejlődésének lépcsőfokai

#### 1995–2000 közötti fejlesztések: a NASAMS első generációja megszületik[8]
- TPQ36A radar
- FDC tűzközpont
- NTAS-N elektro-optikai szenzor
- Zárt rakéta indítók
- AMRAAM rakéták
- Battalion Net Data Link [BNDL] adatkommunikációs rendszer
- VSHORAD rendszer integrációja

#### 2000–2006 közötti fejlesztések: Enhanced Distributed Architecture – továbbfejlesztett elosztott architektúra
- Új FDC tűzközpont
- Link 11B titkosított adatkommunikációs rendszer
- Vezeték nélküli, rádió kapcsolaton keresztül irányítható rakéta indítók (Ennek köszönhetően jóval nagyobb távolságra telepíthetőek, mint korábbi a változatok)
- Navigációs rendszer (LNR) – taktikai térkép elérhetősége
- Sentinel MPQ-61M1/M2 radar
- MSP-500 típusú elektrooptikai szenzor NTAS-N helyett

#### 2005–2010 közötti fejlesztések: szenzor- és TDL adatkapcsolat integráció (NASAMS-2)
- Továbbfejlesztett Sentinel MPQ-64F1 Radar
- „Radar processing on Radar” képesség, ami azt jelenti, hogy a jelfeldolgozás is radaregységben történik, csak a feldolgozott digitális célinformáció kerül onnan továbbításra a központ felé. Mindez nagyobb taktikai mobilitást jelent.
- Radart ellátták rádiós adatkapcsolattal, így nagyobb távolságra telepíthetőek a tűzközponttól, mint korábbi a változatok
- Link 16 titkosított adatkommunikációs rendszer
- Tactical Control Center [TCC] / Battalion Operation Center [BOC] – integráció magasabb szintű, több üteget koordináló légvédelmi vezetési rendszerhez.

#### 2010–2015 közötti fejlesztések: továbbfejlesztett indító és elektro-optikai szenzor
- Tovább fejlesztett Mk 1C indítók (Canister Launcher Mk 1C)
- MSP-600 típusú elektrooptikai szenzor MSP-500 helyett

#### 2015–2020 közötti fejlesztések: HML és IP kommunikáció (NASAMS-3)
- Tovább fejlesztett indítók (HML – High Mobility Launcher) – az indító konténerek hosszabbak, mint a korábbiak, hogy a AMRAAM-ER rakéta elférjen benne.
- Megerősített IP kommunikációs hálózat
- Új légvédelmi központ (ADC – New Air Defense Center)
- Javított VSHORAD integráció

#### 2020–2025 közötti fejlesztések: többféle rakétát indítani képes indítók, új szenzorok és fegyverek
- AIM-9X Block II kis hatótávolságú rakéta integrációja - már megvalósult ez a fejlesztés[9]
- AMRAAM-ER közepes hatótávolságú rakéta integrációja - már megvalósult ez a fejlesztés[10]
- Többféle rakétát indítani képes indítók (Multi-Missile Canister Launcher Mk. 2) - már megvalósult ez a fejlesztés [11]
- Többféle rakéta alkalmazása egy indítón belül - már megvalósult ez a fejlesztés[11]
- Új AESA radar integrációja - a Raytheon GhostEye MR típusú radarja fogja váltani a Sentinel F1 radarokat a NASAMS rendszerben.[12]
- MTS-A elektrooptikai szenzor integrációja
- Tüzérségi lövedékek, rakéták, aknagránátok és drónok elleni fegyverzet integrációja (CRAM – CLMS effectors): 2022 márciusában a Raytheon bemutatta drónok elleni lézer-fegyverét: a High Energy Laser Weapon System (HELWS) rendszert.[13]

## Felépítése és képességei
A korábbi légvédelmi rakétakomplexumok alapvető jellemzője volt, hogy az irányító- és indítóberendezések a célkövető-tűzvezető radartól néhány 10 vagy 100 méter távolságra körkörösen, illetve szektorosan helyezkedtek el. A NASAMS rendszer sajátossága és legfőbb erőssége ellenben a széttelepített hálózatalapú működés. Ez azt jelenti, hogy rendszer egyes elemei akár 25 km-es távolságra is telepíthetőek egymástól, ami szinte lehetetlenné teszi a teljes rendszer felderítését és megsemmisítését az ellenfél számára. A széttelepítés távolság kiegészítő kommunikációs pontokkal tovább növelhető.
A NASAMS légvédelmi rendszer főbb jellemzői:
- hálózatalapú integrált működés;

- nyitott architektúra és rendkívül rugalmas moduláris rendszerfelépítés;
- mindenféle időjárási körülmények közötti alkalmazhatóság, folyamatos, akár 24 órás műveleti képesség;
- körkörös oltalmazás (egy indítóberendezéssel is);
- több célcsatorna (azonosnak tekinthető a rakéták darabszámával);
- extrém magas tűzsűrűség: akár 72 légicél is támadható egyidejűleg;
- különböző típusú és hatótávolságú rakéták, amelyek közül több kettős felhasználású – vadászrepülőgépről is indíthatóak;
- a rendszerelemek széttagolt elhelyezési lehetősége;
- magas túlélőképesség és csapásvédettség;
- nagy fokú mobilitás, rövid bontási és telepítési idő;
- komplex titkosított és zavarvédett külső-belső kapcsolati rendszer;
- kis létszámú kezelőállomány;
- teljes NATINAMDS (NATO Integrated Air and Missile Defence System – NATO integrált lég- és rakétavédelmi rendszer) kompatibilitás;
- magában hordozza a fejlesztés további lehetőségeit.

Egy rendszer jellemzően egy tűzelosztó központból (Fire Distribition Center – FDC), egy vagy több AN/MPQ-64F1 "Sentinel" radarból valamint indítókonténerekből (LCHR) áll, amelyek egyidejűleg 6 rakétát képesek tárolni illetve célra indítani. Az indítók biztosítják az adatkapcsolatot a rakéták és a tűzelosztó központ között az indítás előtt és után egyaránt.

### Tűzelosztó központ (FDC)
A tűzelosztó központ önálló vagy BNDL (vezető/végrehajtó) szerepkörben végzi a fegyverrendszer irányítását a közvetlen hozzákapcsolt radar; BNDL esetében a hálózatban működő radarok által együttesen létrehozott SIAP (Single Integrated Air Picture – egységes integrált légihelyzet-kép), illetve magasabb vezető szervezet RAP (Recognised Air Picture – valós idejű légihelyzet-kép) információi alapján. A bejövő adatokat, a számítógépes javaslatokat és az azt jóváhagyó-felülbíráló kezelői tevékenységet, valamint a rakéták indítását-rávezetését a légvédelmi konzolon két, 75 cm képátlójú érintőképernyő ábrázolja. A köztes felületen a rendszerbe kapcsolt elemek és azok aktuális állapota látható. További vezérlő-beavatkozó nyomógombos munkafelületek biztosítják az automatikus, félautomatikus és autonóm működtetést. Az infokommunikációs elemek beltéri eszközeit is itt helyezik el.
A komplexum működtető szoftvere a tűzelosztó tiszt számára minden lőesetre ajánlásokat dolgoz ki a beépített, részben a kezelők által korábban lefuttatott gyakorló vagy akár éles lőfeladatok tapasztalata alapján, a gépi tanulás útján létrehozott ún. „tüzelési doktrínának” megfelelően. A szoftver ennek során elvégzi a légi célok besorolását, az optimális elhelyezésű indító, és abban lévő rakétatípus kiválasztását, továbbá az egyéb fontos tüzelés-előkészítési feladatokat. Az irányító képesség kiterjeszthető hozzákapcsolt VSHORAD (Very Short Range – közeli hatótávolságú) eszközökre (például Mistral) is. Az FDC (az indítóberendezésen keresztül) pontos célkoordináta-adatokat továbbít a rakéta fedélzetére az indítást közvetlenül megelőzően, és a szükséges pályamódosítások végrehajtásához repülés közben. Online diagnosztikai program felügyeli a rendszerműködést, és rendellenesség esetén riasztja a kezelőket.
A hardvereszközök ISO-méret szerinti konténerben kapnak helyet, a működés történhet a hordozó járművön vagy hidraulikus emelő szerkezettel földre helyezve is. Az önálló tápellátó és a kommunikációs rendszer antennaszerkezetét a hordozójárműre integrálták. A tartó árbócok emelése és az antennák forgatása elektromos működtetésű. Kiegészítő tervező szoftver támogatja a harcrendek, az adatkapcsolatok és a manőverek előkészítését. Fiktív légi támadó helyzetbeállításokkal a jövőbeli valós környezetet szimuláló tesztfeladatok futtathatók, amelyek a kezelők felkészítésében döntő fontosságú lehetnek.
Egy FDC központ legfeljebb 12 rakétaindítót tud kezelni vagyis a NASAMS rendszer legfeljebb 72 célt képes támadni egyidejűleg.

### Sentinel F1 radar
A viszonylag kis méretű AN/MPQ-64F1 "Sentinel" X-hullámsávú radar maximális hatótávolsága 120 kilométer, hatásos hatótávolság például vadászrepülő méretű célra nem ismert, minősített adat. A Sentinel egyszerre 60 célt képes követni, miközben 360 fokban körbeforogva újabb célok után kutat. Keskeny tűnyaláb technológiával és annak kifinomult számítógépes vezérlésével rendkívül pontos háromdimenziós (oldalszög, távolság, magasság) koordinátákat biztosít a kis hatásos visszaverő felületekről is. Korszerű zavarvédelmi technológiákkal rendelkezik és a célok idegen-saját azonosítását (IFF) is elvégzi. A viszonylag könnyű, 1800 kg tömegű radart egytengelyes utánfutóra vagy kéttengelyes könnyű terepjáró gépjárműre erősítve alkalmazzák. A radar közvetlen vezetékes összeköttetéssel (≤ 1 km) vagy 30 km-ig terjedő titkosított rádiókapcsolattal csatlakozhat egy tűzelosztó központhoz. A berendezés vontatását olyan jármű végzi, amelyre integrálják a kommunikációhoz szükséges elemeket és a táplálást biztosító áramforrást. Az üzembe helyezés során a 2 fős személyzet végzi a szintezést, az antennapozíció beállítását, az elektromos táplálás és a vezérlő-jeltovábbító kábelek csatlakoztatását. A bekapcsolást követően a beépített terminálról futtatják a helyi működési tesztet, majd engedélyezik a távvezérlést az irányító FDC számára. Működés közben a radar paraméterei számos integrált funkcióval tovább konfigurálhatók, például a rendelkezésre álló frekvenciák korlátozása, a kisugárzás letiltása meghatározott irányokban vagy kijelölt térrészek intenzív kutatása, teljesítménycsökkentés az automatikus tereptérképezés alapján. A radar helikopterrel is szállítható, magas épületek, tornyok és hegyek tetejére is elhelyezhető a hatékonyság növelés érdekében. A Honvédség H225M helikopterei 4 tonnát meghaladó szállítókapacitásukkal a NASAMS radarjait és indítóit képesek külső függesztményként szállítani és nehezen megközelíthető helyre: például egy hegy vagy egy magas épület tetejére telepíteni.  
Egy Sentinel F1 radar bekerülési költsége nagyjából 27,5 millió dollár 2024-es árakon számolva.

### Konténeres indító – Canister Launcher Mk.2

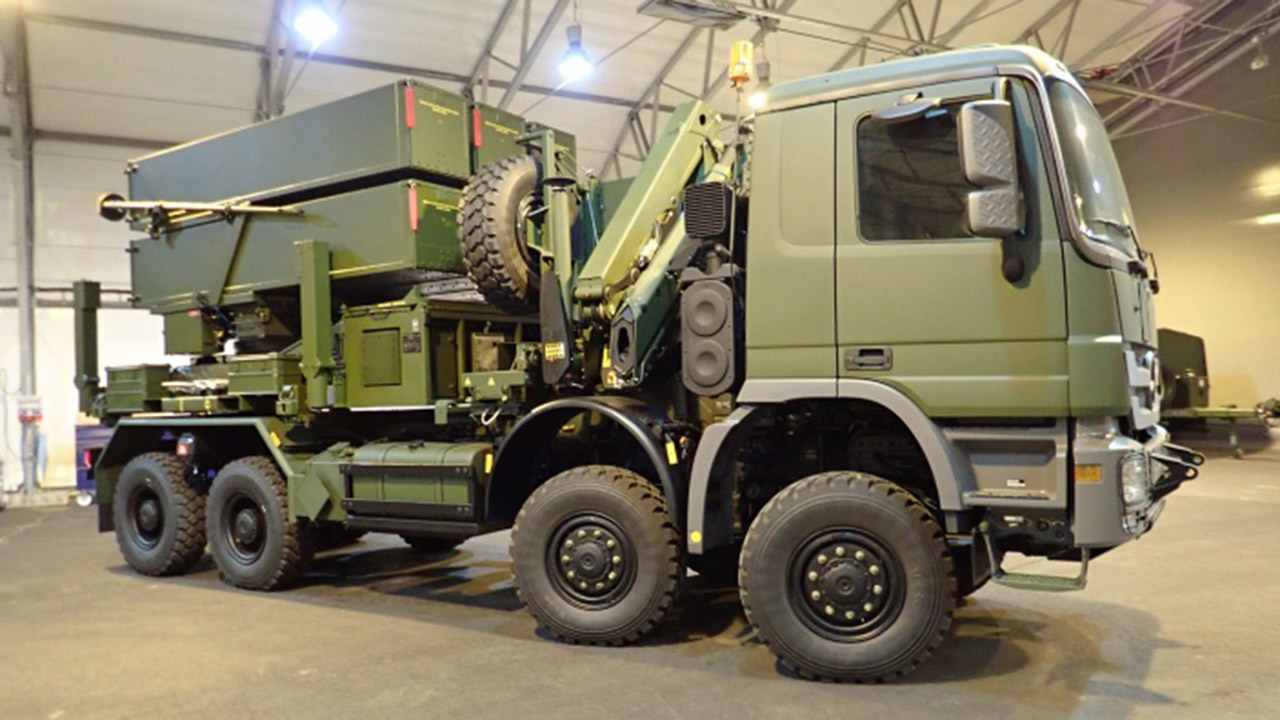
Litván NASAMS-3 indító szállító járművén

2019-től új, MK.2 típusmegnevezésű konténeres indító berendezéssel kínálja a gyártó a NASAMS rendszert. A korábbi konténerekhez képest hosszúságát megnövelték az AMRAAM-ER rakéták méretéhez igazodva, átalakították a működést biztosító interfészeket, továbbá a megnövelt tömeghez tartozó statikai módosításokat végeztek. A szállító járműről történő le- és felhelyezést NATO STANAG 2413 szabvány szerinti hidraulikus horogemelő szerkezet végzi. A tápellátásról utánfutón elhelyezett önálló áramforrás gondoskodik. A hat konténerbe az alkalmazható rakéták tetszőleges típusösszetételben tölthetők be. A rakéták típusának felismerése és az információ átadása a tűzelosztó központ számára automatikus. Az indító biztosítja a hat rakéta egymástól független célokra történő egy idejű alkalmazását. Az indító 360 fokban körbe foroghat, azonban 30 fokos rögzített helyszögről történik az indítás. A minimális ütemidő 2 másodperc – minimum ennyi idő kell elteljen két indítás között. A telepítés utáni ellenőrzéseket a kezelők egy csatlakoztatható kézi terminálról végzik el. A harchelyzet elérését követően a vezérlést a kapcsolt FDC veszi át. Az összeköttetés lehet vezetékes (≤ 8 km) vagy titkosított rádiócsatorna (≤ 25 km). A külön gépjárműbe telepített indítóberendezés vezetési pont (Launcher Command Post) tartalmazza a kommunikációs rendszerelemeket, továbbá biztosítja a kezelőállomány huzamos idejű távoli elhelyezésének alapfeltételeit. A konténerek feltölthetők a telepítést megelőzően vagy azt követően. Az indított rakéták pótlása a helyszínre történő kiszállítással, illetve az indítóberendezés központi ellátópontra történő manőverezésével valósul meg.

### Elektrooptikai felderítőrendszer (EOS)
Van lehetőség teljesen radarmentes alkalmazásra is: a rendszerhez opcionálisan illeszthető egy MSP600 típusú elektrooptikai felderítőrendszer (EOS), amely a cél iránya és lézerrel mért távolsága alapján lehetővé teszi a rakéta indítást. Ennek előnye, hogy radar-kisugárzás hiányában a NASAMS lokátorai nem felderíthetőek, hátránya viszont, hogy hatótávolsága töredéke a rakéták lehetséges hatótávolságának és hatékonysága erősen időjárásfüggő. A berendezés közvetlen optikai kábelkapcsolatban van az FDC-vel (≤ 1 km). A szenzorkép az FDC légvédelmi konzoljára kerül, a kameravezérlés nyomógombokkal ellátott botkormányról történik.

### Rakéták
A NASAMS rendszer többféle rakéta indítására képes:
- AIM-120 AMRAAM kettős felhasználású rakéta, amely vadászrepülőgépekről és földről egyaránt indítható. Utóbbi esetben hatótávolsága mintegy 20–25 kilométer fölött lehet.[17][18]
- AMRAAM-ER légvédelmi rakéta, amely az AMRAAM aktív radaros rávezető egységét és harci részét valamint a hadihajókon alkalmazott ESSM (Evolved Sea Sparrow Missile) légvédelmi rakétát "összeházasítva" éri el nagyobb: mintegy 50 kilométeres hatótávolságát.[19][20]
- AIM-9X Sidewinder Block II kettős felhasználású infravörös rávezetésű kis hatótávolságú rakéta,[21][22] amelynek hatótávolsága földről indítva kb. 8–12 km lehet.

A földről indított légiharc-rakéták hatótávolságával kapcsolatban nincsenek megbízható nyilvános információk így a fenti értékek inkább csak megalapozott becslések, mint sem tényadatok. Különös tekintettel arra, hogy egy légvédelmi rakétarendszer hatótávolsága, pontosabban megsemmisítési zónája nagyban függ a céltárgy magasságától, sebességétől és haladási irányától valamint manőverező képességétől.
A NASAMS egy rugalmas, nyílt architektúrájú rendszer, amelyhez könnyen integrálhatóak újabb rakéták és felderítő eszközök.
A NASAMS rendszer több száz sikeres rakéta indításon van túl: "éles" harci körülmények között is jól vizsgázott.

### Kiegészítő berendezések
A széttelepítési képesség, ezáltal az oltalmazható terület megnövelése érdekében kiegészítő kommunikációs pontok kapcsolhatók a rendszerbe. Ezen elemek azonosak az AN/MPQ-64F1 radar vontatását és kommunikációját biztosító járművekkel, a hatótávolság-kiterjesztés ennek megfelelően ≤ 30 km. A hozzáférési pont két szerepkörben alkalmazható. Funkcionálhat egyszerű átjátszó reléállomásként és kommunikációs csomópontként. A nagyszámú variációs lehetőség egyedülálló rugalmasságot biztosít redundáns és elosztott hálózat kiépítéséhez.
Az indítókonténerek feltöltését (újratöltését) önálló járművek biztosítják. A rakéták szabványos tároló ládáit a szállító gépkocsi platószerkezetével együtt helyezik az indítóberendezés mellé. Az egyes rakéták mozgatását és az indítópályákra helyezést emelődaru segítségével végzik. Hat rakéta feltöltése, gyakorlott kezelőszemélyzet esetén kevesebb, mint 30 perc alatt biztosítható. A kezelőállomány költséghatékony felkészítése, képzettségének szinten tartása és fejlesztése érdekében a gyártó komplex gyakorló központot alakított ki, tanterem jellegű beépíthető változatban. A rendszer megfelel egy BNDL tipikus szervezeti felépítésének. Négy darab funkcionálisan működő FDC környezetet tartalmaz, radarok, indítók, EO szenzorok, kommunikációs eszközök valós vagy szimulált használatával. Légitámadó-helyzetek beállításával és valós repülésekkel, fiktív és tervezett harcrendekben nyílik lehetőség a harcászati fogások elsajátítására és új eljárások kifejlesztésére. Kiegészítő eszközpark gondoskodik a kommunikációs rendszert kezelők képzéséről. Különálló megfigyelő teremben, projektoros kivetítőn követhető a harci munka, amely a számítógépes rögzítés nyomán, további elemzésre „visszanézhető”.

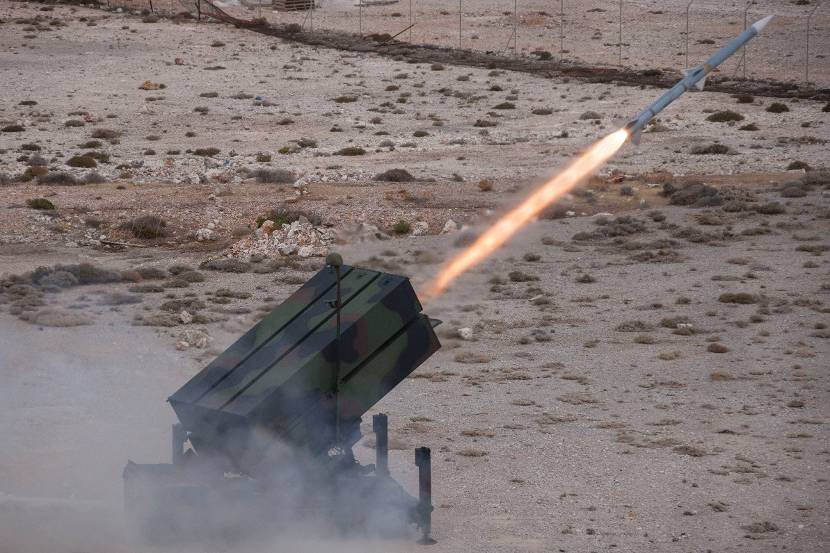
AMRAAM rakéta indítása
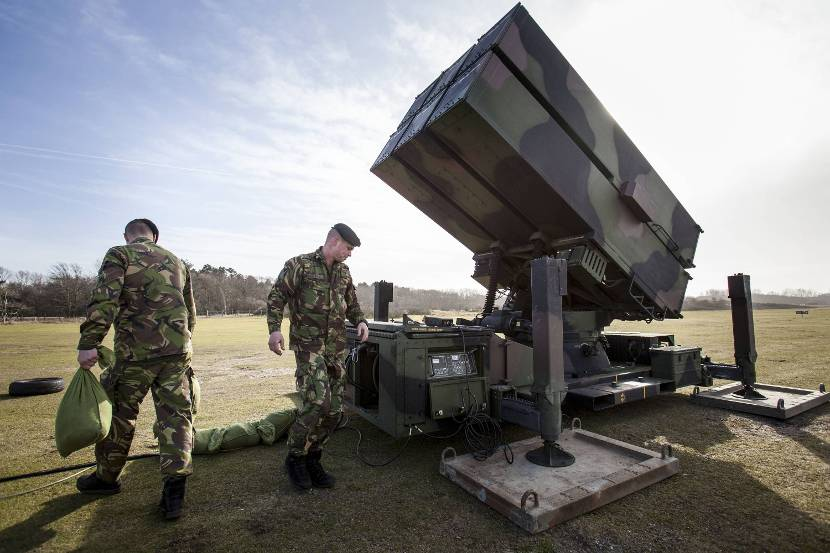
Egy holland NASAMS indító letelepítve
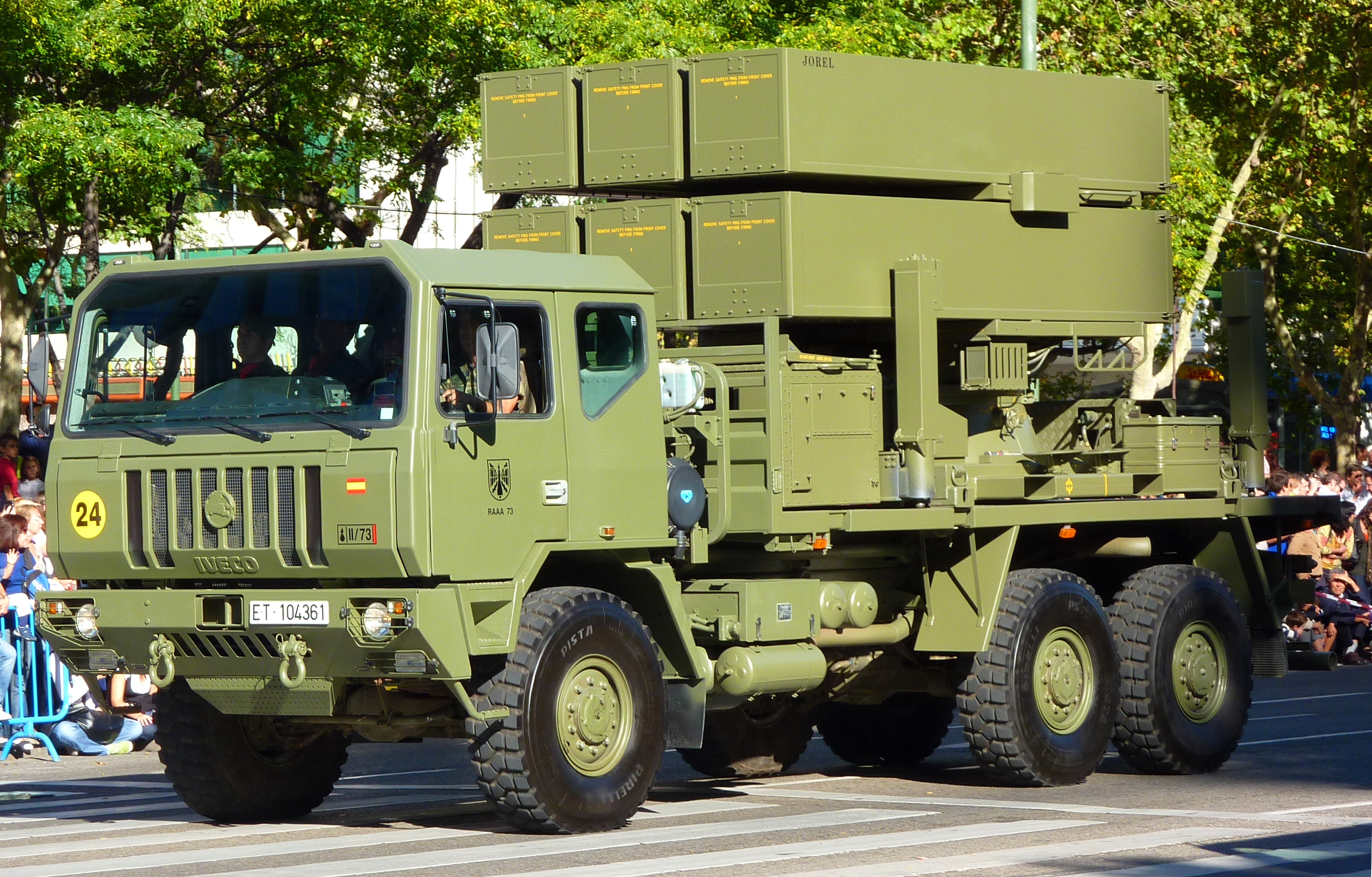
Spanyol NASAMS-2 rakétaindító menet közben
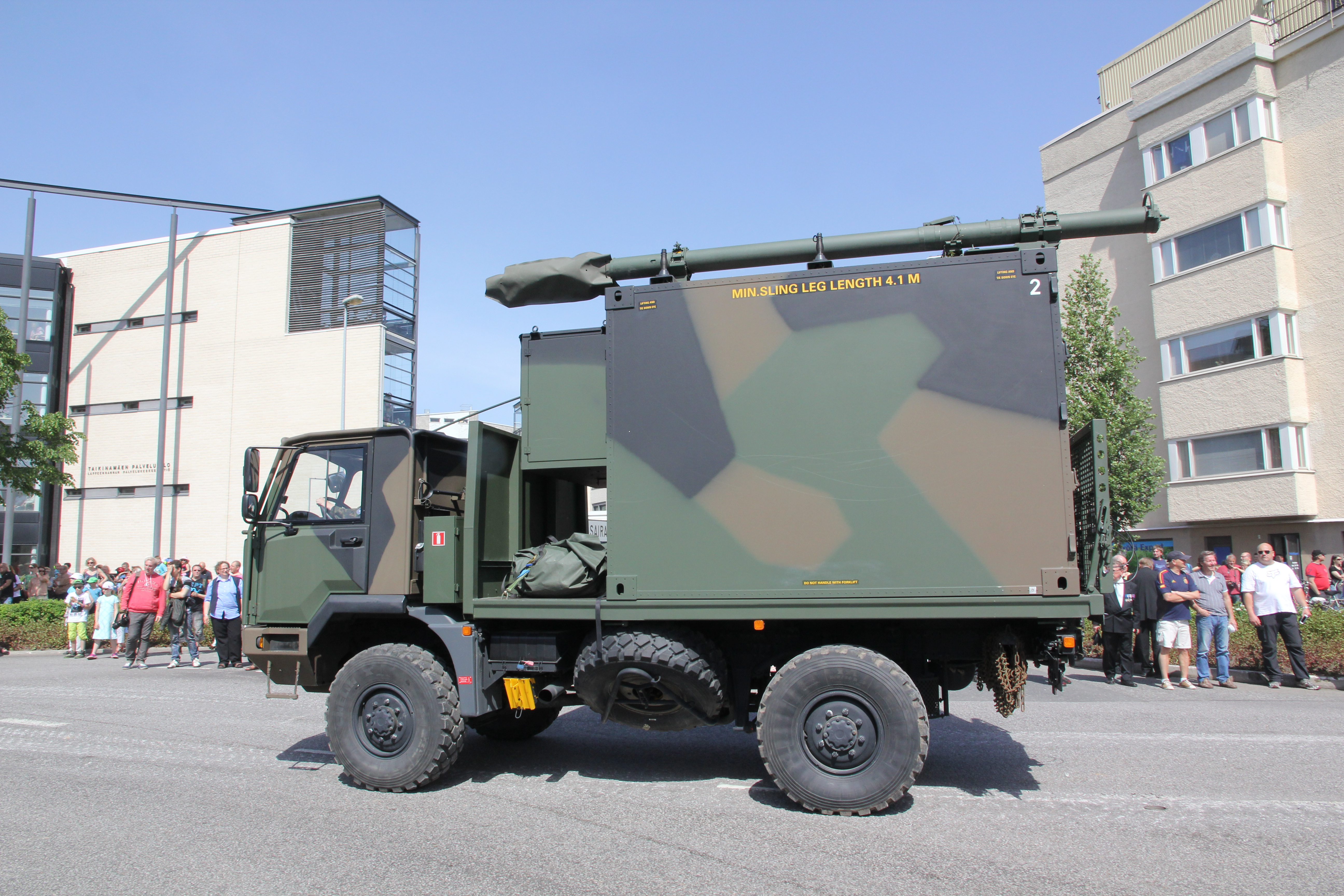
Teherautóra telepített FDC központ – a rendszer „agya”
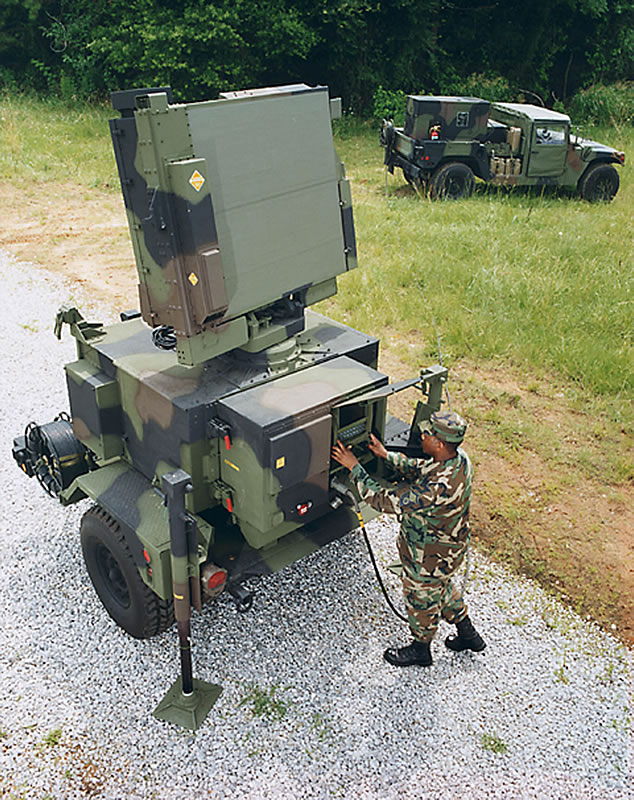
Sentinel radarállomás
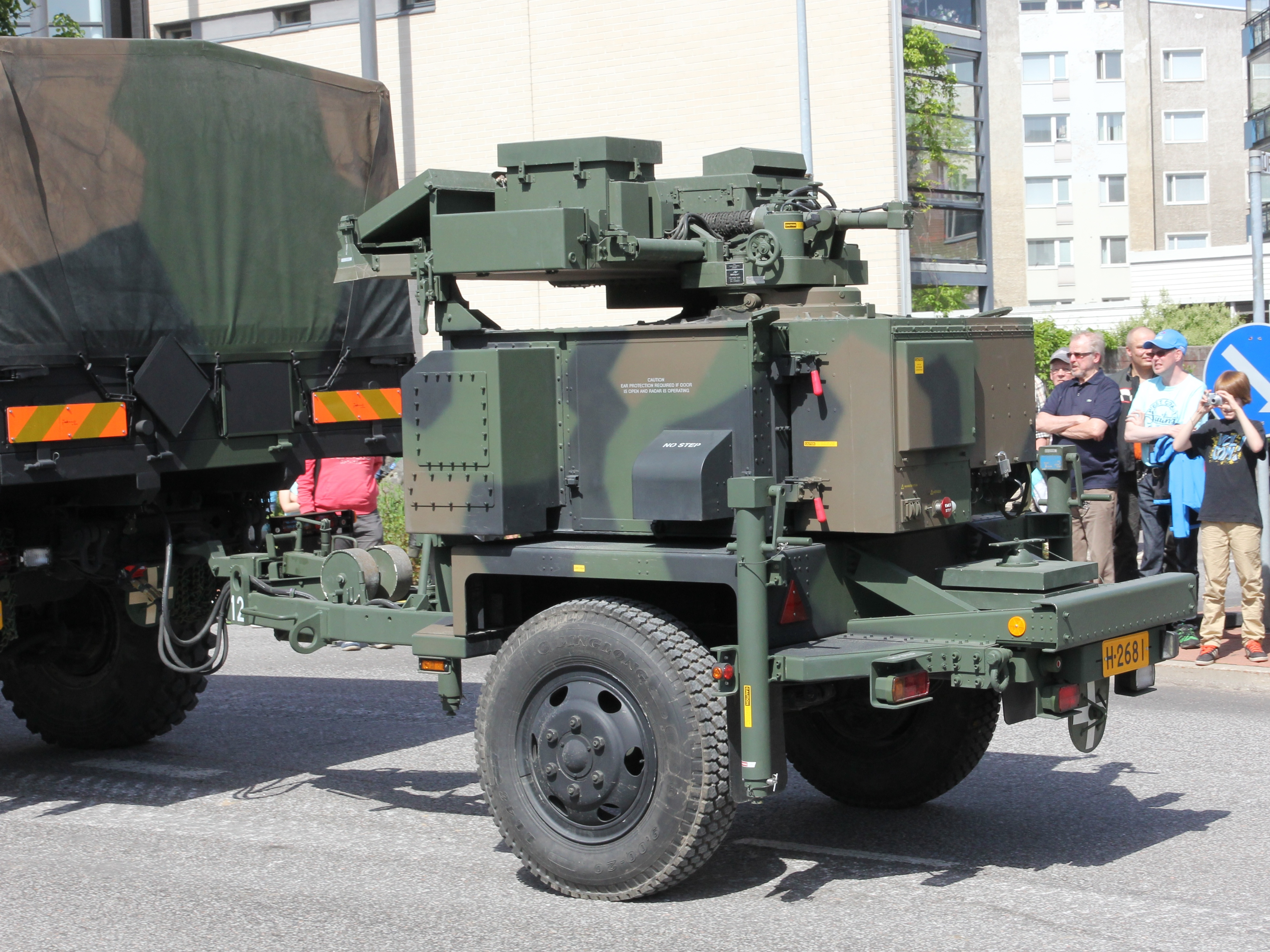
Sentinel radar szállítás közben
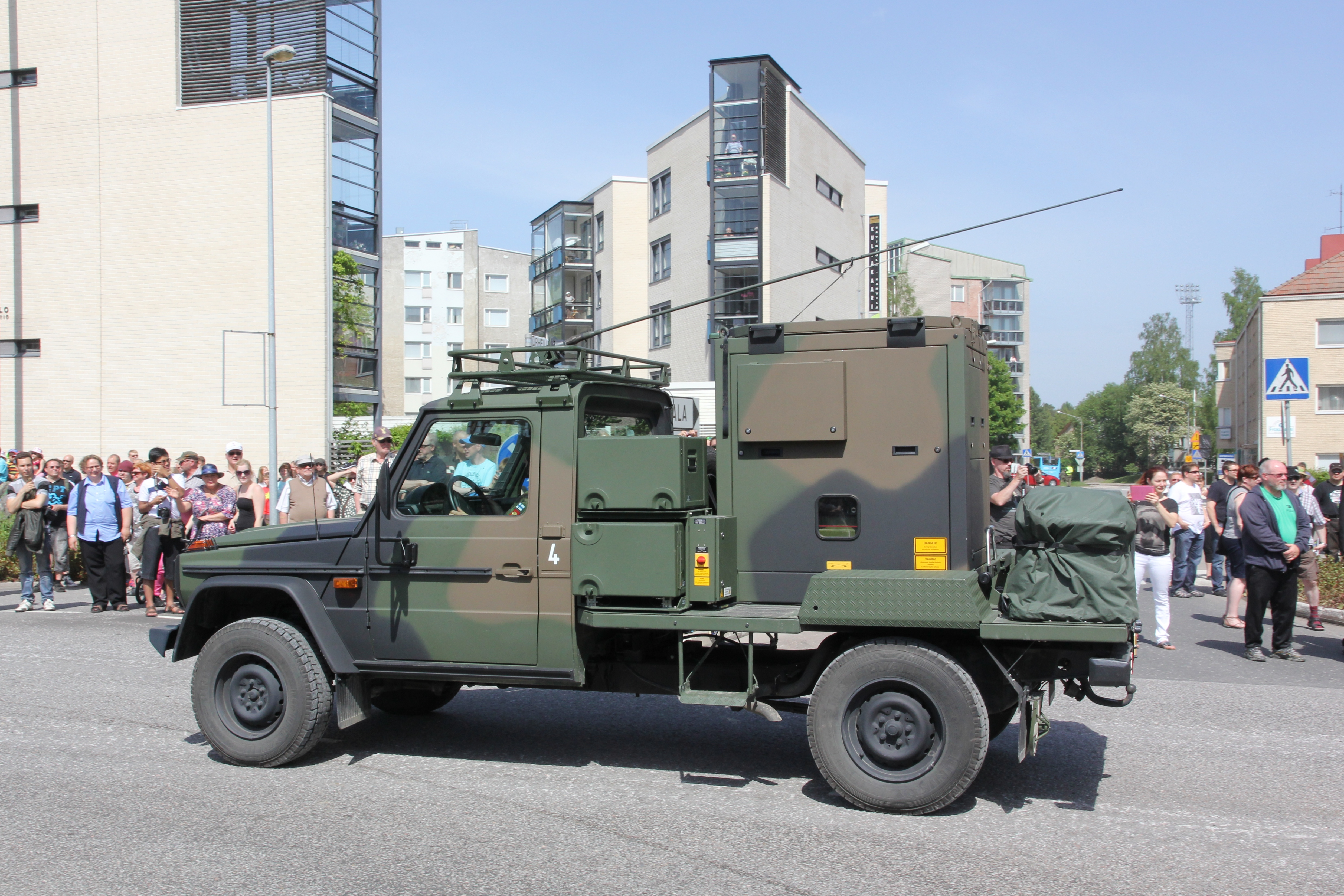
Elektrooptikai szenzor 4x4-es járműre telepítve
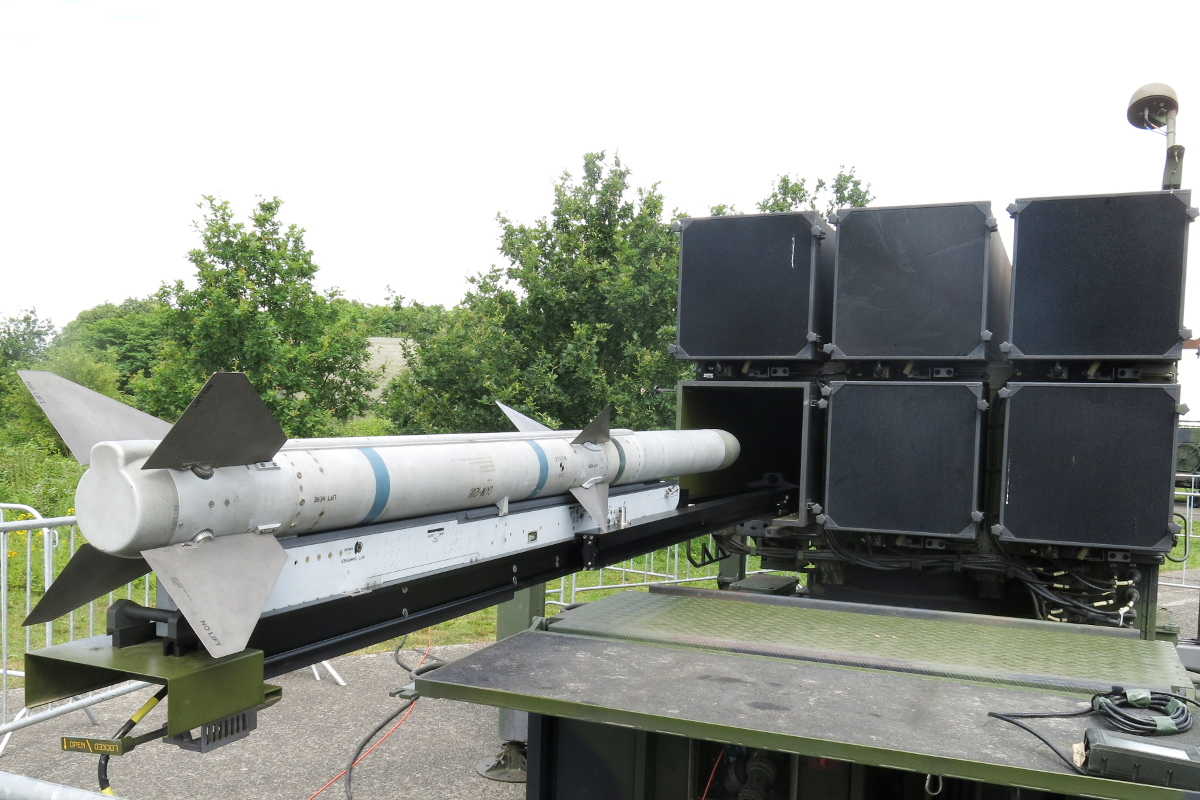
NASAMS indító töltéshez kihúzott indítósínnel és AMRAAM rakétával
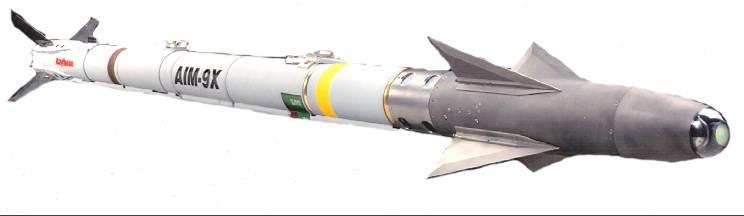
Sidewinder X rakéta
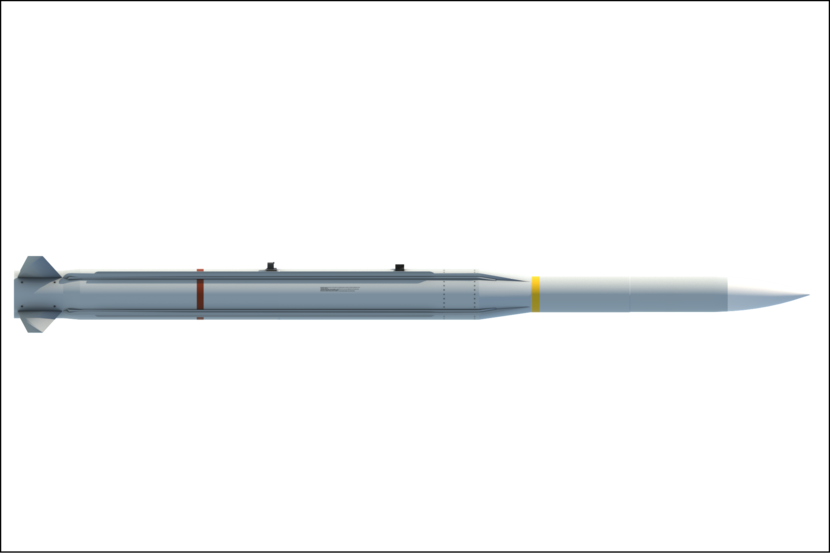
A NASAMS nagyobb hatótávolságú rakétája: AMRAAM-ER

## NOMADS - az önjáró változat

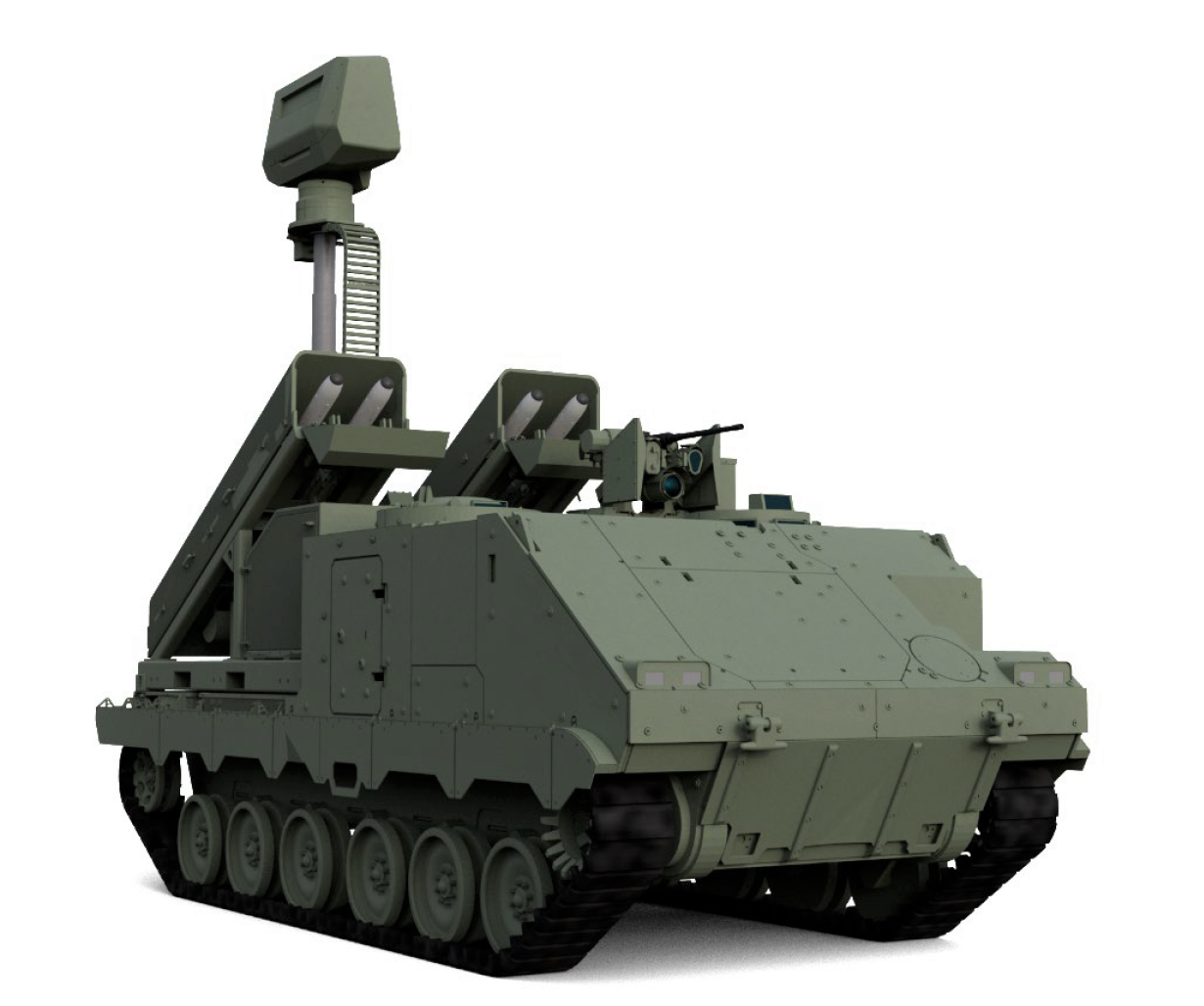
A NOMADS négy kis hatótávolságú rakétát hordozhat.

A NASAMS rendszer önjáró változata NOMADS néven ismert. A NOMADS esetében egyetlen lánctalpas ACSV G5 járműre telepítették a felderítéshez szükséges XENTA-M típusú radart, irányító központot valamint négy rakéta hordozására és indítására képes konténereket. Ennek a megoldásnak az előnye a nagy mozgékonyság: a NOMADS könnyen lépést tart a manőverező harcot folytató gépesített dandárokkal. A rendszer elsődleges fegyverzetét a Sidewinder X rakéták adják, de IRIS-T rakéták indítására is képes. Ez utóbb rakéta hatótávolsága földről indítva mintegy 12 kilométer. Másodlagos fegyverzetét egy távirányított 12,7 mm-es géppuska adja. A radar maximális felderítési távolsága mintegy 75 kilométer. 
Az ACSV G5 hordozójármű körülbelül 2,99 méter széles és 3,05 méter magas. A jármű jól boldogul nehéz terepen is: előkészítés nélkül átgázol 1,2 méternyi vízen, de  egy 2,3 méteres árok vagy egy 60%-os emelkedő sem jelent neki akadályt. Hatótávolsága 600 kilométer, ezen felül marad elég üzemanyaga, hogy generátorával további 12 órát üzemeltesse a rátelepített légvédelmi rendszert. A járművet egy 460 kW-os MTU-motor hajtja, amelyhez hat előre- és két hátrameneti fokozattal rendelkező teljesen automata ZF sebességváltó párosul, amely akár 74 km/órás sebességet is lehetővé tesz. A jármű harci tömege 29 tonna, a rezgéseket és a zajt csökkentő kompozit gumi lánctalpakkal van felszerelve.
A NOMADS rendszer a norvég illetve a holland haderőnél kerül rendszeresítésre.

## A NASAMS rendszer a Magyar Honvédségben
2020 novemberében került aláírásra a szerződés a NASAMS-3 rendszer beszerzéséről a Magyar Honvédség számára. A rendszer a mára teljesen elavult Kub légvédelmi rakétarendszert váltja majd. A beszerzés értéke 410 millió Euró.
2022 november 30-án a honvédelmi miniszter előadásából kiderült, hogy Magyarország 6+1 rendszert (üteget) vásárolt. A +1 egy kisebb tartalék alegység technikai eszközeit jelenti.
A NASAMS első egységei 2023-ban érkeznek Magyarországra, míg a rendszer 2025-re lesz teljes. Az első tűzegységnek 2024 végére el kell érnie a műveleti készenlétet.
Magyarország 2020 augusztusában 120 darab AIM-120C7 AMRAAM és 60 darab AMRAAM-ER rakétát rendelt meg az amerikai Raytheon vállalattól. Az AIM-120C7 rakétákat a légierő Gripen vadászgépei is használni fogják. Az AMRAAM-ER rakéták kizárólag a NASAMS légvédelmi rendszer nagyobb hatótávolságú fegyverzetét adják majd. Érdekesség, hogy Katar után Magyarország a második rendszeresítője a mintegy 50 kilométeres hatósugarú AMRAAM-ER rakétának.
2023. október 26-án a honvédelmi miniszter hivatalosan is átadta a NASAMS légvédelmi rendszer első két alegységét a győri MH Dánielfy Tibor 205. Légvédelmi Rakétaezrednek. 2024 nyaráig a gyártó további négy NASAMS alegységet, valamint egy kisebb tartalék alegység technikai eszközeit szállítja.
2025 augusztusában egy NASAMS-üteg a főváros légvédelmének biztosítása érdekében állandó jelleggel Pécel-Isaszeg körzetébe települt.

## Harci alkalmazás és tapasztaltok
A NASAMS rendszer első éles bevetésére Ukrajnában került sor. Az ország légvédelmi erői 2022 november elején kapták meg az Amerikai Egyesült Államoktól az első NASAMS egységeket, amelyeket továbbiak követnek majd.
Az ukrán NASAMS rendszerek 2022 novemberének közepén megjelent hírek szerint 100% hatékonysággal működnek: az ukrán infrastruktúra ellen indított robotrepülőgép- és dróntámadás elhárítása során mind a 10 kilőtt AMRAAM rakéta eltalálta a kijelölt célpontját.
2022 novembere és 2023 áprilisa között az ukrán légvédelem több mint 100 légi célt semmisített meg a NASAMS rendszernek köszönhetően.
Per Steinar Trøite, a norvég légierő ezredese szerint az ukrajnai NASAMS rendszerek 2022 novembere és 2025 februárja között mintegy 900 légi célt semmisítettek meg, 94% hatékonysággal. A lelőtt célpontok 60%-a robotrepülőgép volt.

## Rendszeresítő országok

NASAMS-1 üzemeltetők
NASAMS-2 üzemeltetők
NASAMS-3 üzemeltetők
Megrendelték, de még nincs rendszerben

A rendszert jelenleg[mikor?] 15 ország hadereje alkalmazza vagy rendelte meg.
 Amerikai Egyesült Államok – Washington D.C. légvédelmét látják el napi 24 órában a NASAMS ütegek 2005 óta.
 Ausztrália – NASAMS-3 rendszer első elmei 2022-ben érkeznek meg az országba.
 Chile – NASAMS-2 rendszer
 Finnország – NASAMS-2 rendszer
 Hollandia – NASAMS-2 rendszer
 Indonézia – NASAMS-2 rendszer került beszerzésre 77 millió dollár értékben 2017-ben.
 Katar – NASAMS-3 rendszer került beszerzésre 2,2 milliárd dollár értékben 2019-ben.
 Kuvait – NASAMS-3 rendszer beszerzést tervezik mintegy 3 milliárd dollár értékben 
 Litvánia – NASAMS-3 rendszer került beszerzésre 110 millió euró értékben.
 Magyarország – NASAMS-3 rendszer került beszerzésre 410 millió euró értékben.
 Norvégia – fejlesztő ország: a NASAMS rendszer valamennyi generációját rendszeresítette
 Omán – NASAMS-2 rendszer került beszerzésre 1,28 milliárd dollár értékben 2013-ban.
 Spanyolország – NASAMS-2 rendszer
 Tajvan - négy NASAMS-3 rendszert tervez beszerezni
 Ukrajna – Az Amerikai Egyesült Államok kormánya két NASAMS-üteget adott át Ukrajnának hadisegélyként 2022 őszén. Mindegyik üteg három, összesen 54 rakétával felfegyverzett tűzszakaszból áll majd. 2022 augusztusában döntés született, hogy további 6 NASAMS üteget biztosít az Amerikai Egyesült Államok hadisegélyként Ukrajna számára. Ezzel az ország a NASAMS rendszer egyik legnagyobb üzemeltetőjévé válhat. 2022 novemberében az ukrán NASAMS ütegek átestek a tűzkeresztségen: november 15-én  10-ből 10 rakéta eltalálta a kijelölt célpontját. 2023 januárjában Kanada vállalta egy további NASAMS üteg vásárlását Ukrajna számára, márciusban pedig Norvégia tett ígéretet 2 üteg átadására. 2023 júniusában két NASAMS-indítót (tehát nem komplett rendszert) rendelt Litvánia, amelyeket támogatásként át fognak adni Ukrajna számára.
Az Amerikai Egyesült Államok kormánya további 4 NASAMS-üteg átadására tett ígéretet 2023. július 19-én.
Az Ukrajna számára átadott illetve megrendelt, de még le nem szállított NASAMS-ütegek száma: 13